# Central Professional Hockey League 1966-1967
La stagione 1966-1967 è stata la 4ª edizione della Central Professional Hockey League, lega di sviluppo creata dalla National Hockey League per far crescere i giocatori delle proprie franchigie. La stagione vide al via sei formazioni e al termine dei playoff gli Oklahoma City Blazers conquistarono la loro seconda Adams Cup.

## Squadre partecipanti
Rispetto alla stagione precedente si sciolsero i Minnesota Rangers, mentre fecero il proprio ritorno gli Omaha Knights.
- Houston Apollos
- Memphis Wings
- Oklahoma C. Blazers
- Omaha Knights
- St. Louis Braves
- Tulsa Oilers

## Stagione regolare
|  | Pos. | Squadra             | Pt | G  | V  | S  | N  | GF  | GS  | DR  |
|  | ---- | ------------------- | -- | -- | -- | -- | -- | --- | --- | --- |
|  | 1.   | Oklahoma C. Blazers | 85 | 70 | 38 | 23 | 9  | 233 | 196 | +37 |
|  | 2.   | Omaha Knights       | 82 | 70 | 36 | 24 | 10 | 262 | 203 | +59 |
|  | 3.   | Houston Apollos     | 74 | 70 | 32 | 28 | 10 | 255 | 229 | +26 |
|  | 4.   | Memphis Wings       | 68 | 70 | 30 | 32 | 8  | 230 | 259 | -29 |
|  | 5.   | St. Louis Braves    | 68 | 70 | 24 | 26 | 20 | 229 | 236 | -7  |
|  | 6.   | Tulsa Oilers        | 43 | 70 | 14 | 41 | 15 | 183 | 269 | -86 |

Legenda:

      Ammesse ai Playoff
Note:

Due punti a vittoria, un punto a pareggio, zero a sconfitta.

## Playoff
|  | Semifinali | Semifinali            | Semifinali |               |   | Finale                | Finale | Finale |  |
|  |            |                       |            |               |   |                       |        |        |  |
|  | 1          | Oklahoma City Blazers | 4          |               |   |                       |        |        |  |
|  | 1          | Oklahoma City Blazers | 4          |               |   |                       |        |        |  |
|  | 3          | Houston Apollos       | 2          |               |   |                       |        |        |  |
|  | 3          | Houston Apollos       | 2          |               | 1 | Oklahoma City Blazers | 4      |        |  |
|  |            |                       |            |               | 1 | Oklahoma City Blazers | 4      |        |  |
|  |            |                       | 2          | Omaha Knights | 1 |                       |        |        |  |
|  | 2          | Omaha Knights         | 2          | Omaha Knights | 1 | 4                     |        |        |  |
|  | 2          | Omaha Knights         |            |               |   |                       |        |        |  |
|  | 4          | Memphis Wings         | 3          |               |   |                       |        |        |  |

## Premi CPHL
- Adams Cup: Oklahoma City Blazers
- Most Valuable Defenseman Award: Mike McMahon Jr. (Houston Apollos)
- Most Valuable Player Award: Art Stratton (St. Louis Braves)
- Rookie of the Year: Serge Savard (Houston Apollos)